# Beker van Melanesië 1994
De Beker van Melanesië 1994 was het vijfde toernooi dat werd gehouden voor de landen van Melanesië. Het vond plaats op de Salomonseilanden. Er deden 5 landen mee. De winnaar van het toernooi kwalificeert zicht tevens voor het Oceanisch kampioenschap voetbal 1996.

## Eindstand
| Pos. | Land                | GW | W | G | V | DV | DT | DS | Ptn |
| ---- | ------------------- | -- | - | - | - | -- | -- | -- | --- |
| 1    | Salomonseilanden    | 4  | 4 | 0 | 0 | 10 | 1  | +9 | 12  |
| 2    | Fiji                | 4  | 3 | 0 | 1 | 8  | 4  | +6 | 9   |
| 3    | Papoea-Nieuw-Guinea | 4  | 1 | 1 | 2 | 2  | 4  | –2 | 4   |
| 4    | Nieuw-Caledonië     | 4  | 1 | 0 | 3 | 5  | 9  | –4 | 3   |
| 5    | Vanuatu             | 4  | 0 | 1 | 3 | 5  | 12 | –7 | 1   |

### Wedstrijden
|                                |                     |       |                 |                  |
| 3 juli 1994 «onderlinge duels» | Papoea-Nieuw-Guinea | 3 – 0 | Nieuw-Caledonië | Salomonseilanden |
| 3 juli 1994 «onderlinge duels» |                     |       |                 | Salomonseilanden |

|                                |      |       |                 |                  |
| 4 juli 1994 «onderlinge duels» | Fiji | 3 – 1 | Nieuw-Caledonië | Salomonseilanden |
| 4 juli 1994 «onderlinge duels» |      |       |                 | Salomonseilanden |

|                                |                 |       |         |                  |
| 5 juli 1994 «onderlinge duels» | Nieuw-Caledonië | 3 – 2 | Vanuatu | Salomonseilanden |
| 5 juli 1994 «onderlinge duels» |                 |       |         | Salomonseilanden |

|                                |                  |       |                     |                  |
| 5 juli 1994 «onderlinge duels» | Salomonseilanden | 2 – 0 | Papoea-Nieuw-Guinea | Salomonseilanden |
| 5 juli 1994 «onderlinge duels» |                  |       |                     | Salomonseilanden |

|                                |                  |       |         |                  |
| 6 juli 1994 «onderlinge duels» | Salomonseilanden | 4 – 0 | Vanuatu | Salomonseilanden |
| 6 juli 1994 «onderlinge duels» |                  |       |         | Salomonseilanden |

|                                |      |       |                     |                  |
| 6 juli 1994 «onderlinge duels» | Fiji | 1 – 0 | Papoea-Nieuw-Guinea | Salomonseilanden |
| 6 juli 1994 «onderlinge duels» |      |       |                     | Salomonseilanden |

|                                |         |       |                     |                  |
| 7 juli 1994 «onderlinge duels» | Vanuatu | 1 – 1 | Papoea-Nieuw-Guinea | Salomonseilanden |
| 7 juli 1994 «onderlinge duels» |         |       |                     | Salomonseilanden |

|                                |                  |       |      |                  |
| 7 juli 1994 «onderlinge duels» | Salomonseilanden | 1 – 0 | Fiji | Salomonseilanden |
| 7 juli 1994 «onderlinge duels» |                  |       |      | Salomonseilanden |

|                                |      |       |         |                  |
| 8 juli 1994 «onderlinge duels» | Fiji | 4 – 2 | Vanuatu | Salomonseilanden |
| 8 juli 1994 «onderlinge duels» |      |       |         | Salomonseilanden |

|                                |                  |       |                 |                  |
| 8 juli 1994 «onderlinge duels» | Salomonseilanden | 3 – 1 | Nieuw-Caledonië | Salomonseilanden |
| 8 juli 1994 «onderlinge duels» |                  |       |                 | Salomonseilanden |

| Melanesië Cup 1994            |
| ----------------------------- |
|                               |
| SALOMONSEILANDEN Eerste titel |